# Alberto Medina
Alberto Medina Briseño (Culiacán, 29 de Maio de 1983) é um futebolista mexicano que defende a equipe do  Chivas de Guadalajara, alternando entre as posições de  atacante e  meio-campo ofensivo.

## Carreira
Na final da Copa dos Campeões da CONCACAF 2007, contra o Pachuca, foi o único jogador a desperdiçar sua cobrança. Acertou o travessão.
Integrou o elenco da Seleção Mexicana de Futebol que disputa a Copa do Mundo FIFA de 2010. E integrou a Seleção Mexicana de Futebol na Copa América de 2007.

## Títulos
Seleção Mexicana
- Copa América de 2007: 3º Lugar